# 3336 Grygar
3336 Grygar (1971 UX) là một tiểu hành tinh vành đai chính được phát hiện ngày 16 tháng 10 năm 1971 bởi Kohoutek, L. ở Bergedorf.